# 贵州珍酒
贵州珍酒酿酒有限公司（港交所：6979）是位于贵州省遵义市的中国酿酒公司，始建于1975年。

## 历史
1975年，国务院总理周恩来批示，要求茅台酒生产规模发展到万吨。
2009年，金东集团全资收购贵州珍酒厂，更名为贵州珍酒酿酒有限公司。